# Tusi de Chakla
 (septembre 2021).
Si vous disposez d'ouvrages ou d'articles de référence ou si vous connaissez des sites web de qualité traitant du thème abordé ici, merci de compléter l'article en donnant les références utiles à sa vérifiabilité et en les liant à la section « Notes et références ».

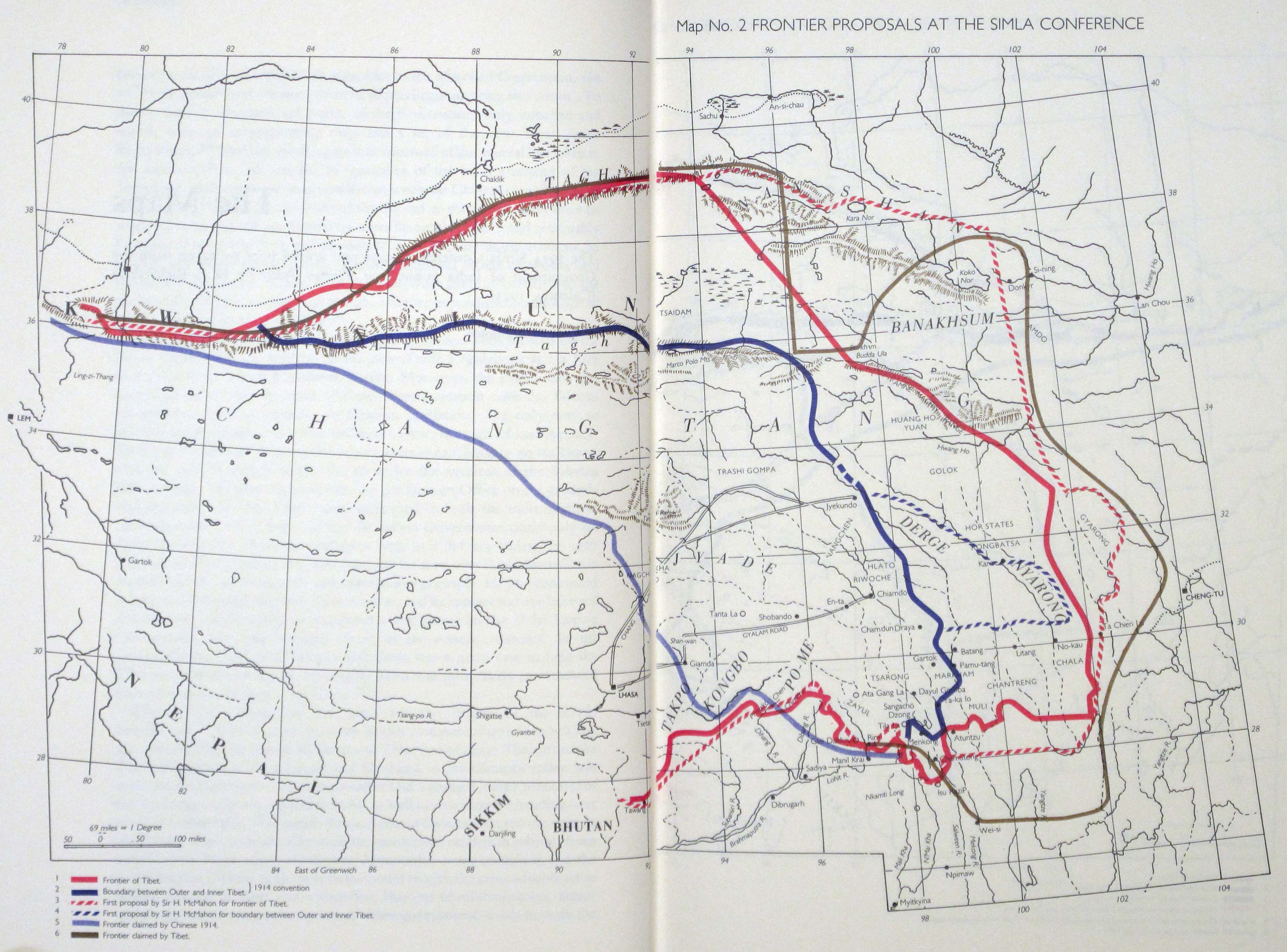
La carte de Hugh Richardson montre la frontière entre le « Tibet intérieur » et le « Tibet extérieur » revendiquée par la Chine et décidée lors de la Conférence de Simla de 1914.

Le tusi de Chakla, également appelé royaume de Chakla (tibétain : ལྕགས་ལ་རྒྱལ་པོ, Wylie : lcags la rgyal po, THL : chakla gyalpo, parfois retranscrit en Chagla ou encore Chala ; chinois : 明正土司 ; pinyin : Míngzhēng tǔsī), est un tusi de Gyalrong (cheftaine de minorité), créé sous le règne de Ming Yongle de la dynastie Ming, en 1407, et dissoute au XIXe siècle par Gönpo Namgyal dans un territoire plus vaste de la vallée du Nyarong. À la frontière entre le plateau du Tibet et les plaines de Chine, elle est encore considérée par certains Tibétains comme faisant partie du Kham. Sa situation géographique correspond aujourd'hui à l'Ouest de la province du Sichuan. Sa capitale était Dartsedo.
Les Gyalrong qui peuplent et dirigent ce tusi, sont un peuple parlant le gyalrong, une branche des Langues qianguiques.

## Histoire
Il est fondé à la fin du XIIIe siècle, autour de la ville de Dartsedo, connue maintenant sous le nom de Kangding.
En raison de sa position, ce tusi était un centre d'échange pour les marchands du Tibet central et de Chine, où l'on échangeait notamment du thé, des produits de médecine traditionnelle, des chevaux et du papier.

### Prise de pouvoir de Lhassa sur la région
En raison de ce fructueux marché, le gouvernement du Ganden Phodrang (1642 — 1949) de Lhassa, décida de taxer ce tusi, sous le contrôle d'un commissaire. Le ressentiment de ses habitants poussa à une rébellion en 1666, provoqué par le pouvoir local allié à la dynastie Qing.
Les Tibétains, de plus en plus demandeurs de denrées en provenance de Chine (riz, vêtements, tabac, etc.), prennent le contrôle de la ville, profitant de la chute de la dynastie Ming pour y placer des troupes. En 1696, le contrôle tibétain y est le plus fort. Le gouvernement du Ganden Phodrang Lhassa envahit la région et le commissaire tue son dirigeant en 1699.

### Prise de pouvoir des Qing sur la région - 1701
Un an plus tard, le commissaire est tué par les forces des Qing,
La dynastie Qing reprend le contrôle de la ville lors de la bataille de Dartsedo en 1701. L'empereur y envoie une armée de 20 000 hommes depuis Jingzhou, dans la province du Hubei, pour résoudre ce conflit.
Ces derniers réorganisent les provinces tibétaines en 1725, et suppriment Chakla de l'administration du Ganden Phodrang.

### Indépendance du territoire, fin des années 1840
Gönpo Namgyal, à la fin des années 1840, conquiert et fusionne le tusi de Chakla avec ceux de Dergé, de Litang, dans la vallée du Nyarong, ainsi que quelques autres territoires.

### Nouvelle invasion tibétaine 1865
Lhassa envoie des troupes sur le territoire, qui tuent Gönpo Namgyal en 1865.